# Jan Paul van Hecke
Jan Paul van Hecke (Arnemuiden, Países Bajos, 8 de junio de 2000) es un futbolista neerlandés. Juega de defensa y su equipo es el Brighton & Hove Albion F. C. de la Premier League.

## Trayectoria
Formado en las inferiores del VV Goes, se unió al NAC Breda en 2018. Debutó con el primer equipo del club el 16 de agosto de 2019 en la victoria por 5-1 sobre el Helmond Sport en la Eerste Divisie.
El 10 de septiembre de 2020 fichó por el Brighton & Hove Albion F. C. de la Premier League por tres años. Días después, el 18 de septiembre, fue enviado a préstamo al S. C. Heerenveen de la Eredivisie por toda la temporada.
Para la temporada 2021-22, fue cedido al Blackburn Rovers F. C. de la EFL Championship. Fue nombrado jugador de la temporada 2021-22, siendo el primer jugador a préstamo del club que obtuvo este galardón.

## Selección nacional
Debutó con la selección sub-21 de los Países Bajos el 3 de junio de 2022 ante Moldavia por la clasificación para la Eurocopa Sub-21 de 2023. Su estreno con la absoluta se produjo el 10 de septiembre de 2024 en un encuentro de la Liga de Naciones de la UEFA 2024-25 frente a Alemania que finalizó en empate a dos.

## Estadísticas
Actualizado al último partido disputado el 25 de mayo de 2025.
| Club                                    | Div.          | Temporada     | Liga  | Liga  | Copas nacionales | Copas nacionales | Copas internacionales | Copas internacionales | Total | Total |
| Club                                    | Div.          | Temporada     | Part. | Goles | Part.            | Goles            | Part.                 | Goles                 | Part. | Goles |
| --------------------------------------- | ------------- | ------------- | ----- | ----- | ---------------- | ---------------- | --------------------- | --------------------- | ----- | ----- |
| NAC Breda · Países Bajos                | 2.ª           | 2019-20       | 11    | 3     | 5                | 1                | —                     | —                     | 16    | 4     |
| NAC Breda · Países Bajos                | Total club    | Total club    | 11    | 3     | 5                | 1                | 0                     | 0                     | 16    | 4     |
| SC Heerenveen · Países Bajos            | 1.ª           | 2020-21       | 28    | 1     | 3                | 0                | —                     | —                     | 31    | 1     |
| SC Heerenveen · Países Bajos            | Total club    | Total club    | 28    | 1     | 3                | 0                | 0                     | 0                     | 31    | 1     |
| Blackburn Rovers F. C. Inglaterra       | 2.ª           | 2021-22       | 31    | 1     | 1                | 0                | —                     | —                     | 32    | 1     |
| Blackburn Rovers F. C. Inglaterra       | Total club    | Total club    | 31    | 1     | 1                | 0                | 0                     | 0                     | 32    | 1     |
| Brighton & Hove Albion F. C. Inglaterra | 1.ª           | 2022-23       | 8     | 0     | 5                | 0                | —                     | —                     | 13    | 0     |
| Brighton & Hove Albion F. C. Inglaterra | 1.ª           | 2023-24       | 28    | 0     | 4                | 0                | 7                     | 0                     | 39    | 0     |
| Brighton & Hove Albion F. C. Inglaterra | 1.ª           | 2024-25       | 34    | 1     | 5                | 0                | —                     | —                     | 39    | 1     |
| Brighton & Hove Albion F. C. Inglaterra | Total club    | Total club    | 70    | 1     | 14               | 1                | 7                     | 0                     | 91    | 1     |
| Total carrera                           | Total carrera | Total carrera | 140   | 6     | 23               | 1                | 7                     | 0                     | 170   | 7     |
| 1. 2.                                   |               |               |       |       |                  |                  |                       |                       |       |       |

## Palmarés

### Distinciones individuales
| Distinción                                   | Año     |
| -------------------------------------------- | ------- |
| Jugador de la temporada del Blackburn Rovers | 2021-22 |

## Vida personal
Van Hecke es sobrino el exfutbolista neerlandés Jan Poortvliet.